# Wilhelm (książę Brunszwiku-Grubenhagen)
Wilhelm (ur. ok. 1298 r., zm. 1360 r.) – wspólnie z braćmi książę Brunszwiku-Grubenhagen od 1322 r. z dynastii Welfów.

## Życiorys
Wilhelm był jednym z synów pierwszego księcia Brunszwiku-Grubenhagen Henryka I Dziwaka i Agnieszki, córki landgrafa Turyngii, margrabiego Miśni i palatyna saskiego Albrechta II Wyrodnego z dynastii askańskiej. Wraz z braćmi: Henrykiem II, Ernestem I oraz Janem (ten już w 1325 r. poświęcił się karierze duchownej) objął po śmierci ojca w 1322 r. rządy w księstwie Brunszwiku-Grubenhagen.